# Рейдовая
Рейдовая — река на острове Итуруп в России. Длина реки — 18 км. Площадь её водосборного бассейна — 139 км².
Берёт начало с хребта Грозный. Общее направление течения реки с юго-востока на северо-запад. Впадает в залив Простор Охотского моря.

## Данные водного реестра
По данным государственного водного реестра России относится к Амурскому бассейновому округу.
Код водного объекта 20050000312118300010867.